# Нововоскресенское (Владимирская область)
Нововоскресенское — деревня в Александровском муниципальном районе Владимирской области России. Входит в состав Каринского сельского поселения.

## География
Расположено в 24 км на юго-восток от города Александрова.

## История
Церковь Воскресения Христова в селе Тимофеевском существовала еще до начала XVII века, но запустение её продолжалось до последнего десятилетия XVII века. Только в 1688 году крестьяне деревень Малинники, Лизуново и Воскресенское обратились к Патриарху Иоакиму с просьбой разрешить построить церковь в деревне Лизуново и освятить её в честь Архистратига Михаила, но разрешение было дано построить на прежнем месте в селе Тимофеевском.
В 1770 году преосвященный Геннадий, епископ Переславский и Дмитровский, по просьбе генерал-аншефа Семена Кирилловича Нарышкина, разрешил "из села Тимофеевского церковь святого Архистратига Михаила за неспособностью быть в том селе Тимофеевском перенесть и перестроить со всякою исправностью вновь в вотчине Его Превосходительства в деревне Воскресенской во имя святителя Кирилла, архиепископа Александрийского с приделом в трапезной на левой стороне во имя Архистратига Михаила". С этого времени приход получил название Ново-Воскресенского.
В 1865 году вместо деревянной церкви за четыре года на деньги прихожан построен в Ново-Воскресенском каменный храм с такой же колокольней.
В 30-е годы прошлого столетия церковь была закрыта и разграблена. После закрытия храм приспособили под склад для хранения зерна. В последние десятилетия храм Вознесения Господня подвергся значительным разрушениям, особенно когда с разрешения местных властей в храме разместился гараж районной сельхозтехники. В 1950-е годы была разобрана колокольня, кирпич от которой пошел на строительство колхозной фермы. На рубеже 1980-х и 1990-х рухнул свод в трапезной.
31 мая 1992 года по инициативе братства преподобного Сергия игумена Радонежского, после почти шестидесятилетнего перерыва духовником братства, протоиереем Феодором Мушинским впервые был совершен молебен с крестным ходом вокруг храма. В 1997 году храм Вознесения Господня был передан Владимирской епархии. В 2001 году настоятелем церкви был назначен отец Евгений, стараниями которого в 2009 году храм обрел новую главу.
До революции село являлось центром Ботовской волости Александровского уезда.
С 1929 года село являлось центром Ново-Воскресенского сельсовета Александровского района, с 1941 года — в составе Струнинского района, с 1959 года — в составе Лизуновского сельсовета, с 1965 года — в составе Александровского района, с 2005 года — в составе Каринского сельского поселения.

## Население
| 1859 | 1905 | 1926 | 2002 | 2010 | 2021 |
| ---- | ---- | ---- | ---- | ---- | ---- |
| 250  | ↗333 | ↗363 | ↘46  | ↘21  | ↗55  |

## Достопримечательности
Воскресенская церковь (1861-1865 гг.)